# Stark Tibor (zeneszerző)
| Stark Tibor                               | Stark Tibor                               |
| Kattints az alábbi külső linkek egyikére! | Kattints az alábbi külső linkek egyikére! |
| ----------------------------------------- | ----------------------------------------- |
| Nem található szabad kép.(?)              |                                           |
| külső link · jogvédett                    | Stark Tibor. Mór Most. 2020. március 4.   |

Stark Tibor (Mór, 1933. március 15. – 2007. július 26.) zeneszerző, hangszerelő, dzsesszzenész, trombitaművész, zenetanár, karmester. Szerzőként, előadóként és tanárként a magyar dzsesszélet meghatározó alakja volt évtizedeken át.

## Pályafutása
Az óbudai Árpád Gimnázium elvégzése után a budapesti Műegyetem vegyészmérnöki karán tanult 1952 és ’56 között. Zenei ismereteit magánúton szerezte.
1956-tól a Holéczy- 1958-tól a Chappy-zenekarban trombitált. 1960 és ’64 között a Magyar Rádió Tánczenekarának tagja. 1964-től 1968-ig a Fővárosi Operett-, illetve a Petőfi Színház trombitása és karmestere. 1972-ben alakította meg saját big bandjét. 1973 és ’75 között a Budapesti Gyermekszínház zenei munkatársa. 1974-től 1978-ig a Fővárosi Nagycirkusz zenekarának karmestere és hangszerelője. 1978-tól már független zeneszerző volt. A nagyzenekari dzsessz volt szívügye. 1982-től öt éven át vezette a Baranya Big Band Jazz Orchestrát.
1967-től foglalkozott tanítással. Az Országos Szórakoztatózenei Központban, a MÁV Központi Zeneiskolájában, 1990 után a Kőbányai Zenei Stúdióban volt zeneelmélet-tanár.
Művei szimfonikus könnyűzenei szerzemények, színházi és filmzenék, dzsessz-szerzemények.
Tanított trombitajátékával sok-sok felvételen. Játszott és vezényelt az Operettszínházban.
Tanított hangszereléseivel, amelyekben mindig volt valami egyéni, amitől más volt, mint a megszokott.
Tanított műveivel, amelyek nem akartak hasonlítani semmire, csak elzenélték, hogy Stark Tibor mit gondol a világról.

## Művei
Színpadi művek
- Lopni sem szabad (Darvas Szilárd és Királyhegyi Pál szövege)
- Százszor is szeretlek (Cserhalmi Imre szövege, 1965)
- Könnyű a nőknek (Dávid Rózsa szövege)
- Lilla és a kísértetek (Görgey Gábor szövege)
- Handabasa, avagy A fátyol titkai (Görgey Gábor szövege Vörösmarty Mihály nyomán)
- A tizenötéves kapitány (Csemer Géza és Kárpáthy Gyula szövege Jules Verne nyomán)
- Péntek Rézi (Horváth Jenő zenés játékának átdolgozása)
- Három szegény szabólegény (Buday Dénes–Babay József zenés mesejátékának átdolgozása)

Filmzene
- Téli szerelem (1966, tv, többekkel)
- A holtak visszajárnak (1968, rendezte: Wiedermann Károly)
- Lidérc (1977, rövidfilm, rendezte: Gárdos Péter)

Táncdalok
- Kezdetnek jó (szöveg: Hajnal István, előadó: Ambrus Kyri)
- Barátok nélkül (szöveg: Fülöp Kálmán, előadó: Koós János)
- Tótágas (szöveg: S. Nagy István, előadó: Koós János)
- Pletykálnak rólad (szöveg: ifj. Kalmár Tibor, előadó: Mátrai Zsuzsa)

Szimfonikus könnyűzene
- Panoráma
- Mount Everest-szvit
- Hétköznapok
- Tisztítótűz

## Díjai, elismerései
- 2004 – Weiner Leó-díj
- 2007 – Magyar Köztársasági Ezüst Érdemkereszt[3] (az átvételt nem érte meg)